# Untere Stuhlsebene
Die Untere Stuhlsebene ein 825 m ü. NHN hoher Passübergang zwischen dem Böllental und  Schönau im Schwarzwald in Baden-Württemberg. Der Pass verbindet ein Seitental des Böllenbachtals mit dem Weiler Wildböllen. Die Passhöhe liegt unterhalb des Naturschutzgebietes Belchen.

## Profil
Auf einer Höhe von 638 m zweigt von der L 131 entlang des Wildböllenbachs eine Straße nach Norden ab. Vom Abzweigungspunkt werden auf 3,2 Kilometer 187 Höhenmeter überwunden, was einer durchschnittlichen Steigung von 5,8 % entspricht. Etwa auf der Hälfte der Strecke wird das Steigungsmaximum von 11 % erreicht. Nach dem Weiler Wildböllen auf 700 m windet sich die Straße in mehreren Kehren hinauf zur Passhöhe, die mit 825 m denselben Scheitelpunkt hat wie der wenige Kilometer entfernte Hau in Richtung Neuenweg.
Die Ostrampe überwindet auf 3,4 Kilometer 290 Höhenmeter und führt über Schönenberg nach Schönau im Schwarzwald. Die durchschnittliche Steigung beträgt 8,5 %, die Maximalsteigung liegt bei 18 %.